# Offutt Lake
Offutt Lake (más néven Offut vagy Offutt) az Amerikai Egyesült Államok északnyugati részén, Washington állam Thurston megyéjében elhelyezkedő önkormányzat nélküli település.
Offut postahivatala 1913 és 1918 között működött. A település nevét a közeli Offutt-tóról kapta.

## Fordítás
- Ez a szócikk részben vagy egészben  az   Offutt Lake, Washington című angol Wikipédia-szócikk ezen változatának fordításán alapul.  Az eredeti cikk szerkesztőit annak laptörténete sorolja fel. Ez a jelzés csupán a megfogalmazás eredetét és a szerzői jogokat jelzi, nem szolgál a cikkben szereplő információk forrásmegjelöléseként.